# Sulfato de cerio (IV)
El sulfato de cerio (IV), también llamado sulfato cérico, es un compuesto inorgánico. Existe como sal anhidra Ce(SO4)2 y también en formas hidratadas: Ce(SO₄)₂(H₂O)x, siendo x igual a 4, 8 o 12. Estas sales son sólidos de color amarillo a amarillo/naranja, moderadamente solubles en agua y ácidos diluidos. Sus soluciones neutras se descomponen lentamente y depositan el óxido amarillo claro CeO2. Las soluciones de sulfato cérico presentan un fuerte color amarillo. El tetrahidrato pierde agua cuando se calienta entre 180 y 200 °C.
Es insoluble en ácido acético glacial y etanol puro (96%).
Históricamente, se producía por reacción directa de óxido de cerio (IV) fino y calcinado con ácido sulfúrico concentrado, obteniéndose el tetrahidrato.

## Usos
El ion cérico es un oxidante muy potente, especialmente en condiciones ácidas. Si se añade sulfato cérico a ácido clorhídrico diluido, se forma cloro elemental, aunque el proceso es lento. Con agentes reductores más fuertes reacciona mucho más rápido. Por ejemplo, reacciona rápidamente y de forma completa con sulfito en medios ácidos.
Cuando los compuestos céricos se reducen, se forman los compuestos cerosos. La reacción que tiene lugar es la siguiente:
Ce4+ + e − → Ce3+
El ion ceroso es incoloro.
El sulfato cérico se utiliza en química analítica para la valoración redox, a menudo junto con un indicador redox .
Un compuesto relacionado es el sulfato de amonio cérico.
La solubilidad del Ce(IV) en ácido metanosulfónico es aproximadamente 10 veces el valor que se puede obtener en soluciones ácidas de sulfato. 